# Antoni Llena
Antoni Llena i Font (Barcelona, 1943) es un pintor, escultor y escritor español. Ha publicado diversos libros y colabora habitualmente con la prensa escrita, especialmente con el diario Ara.

## Biografía

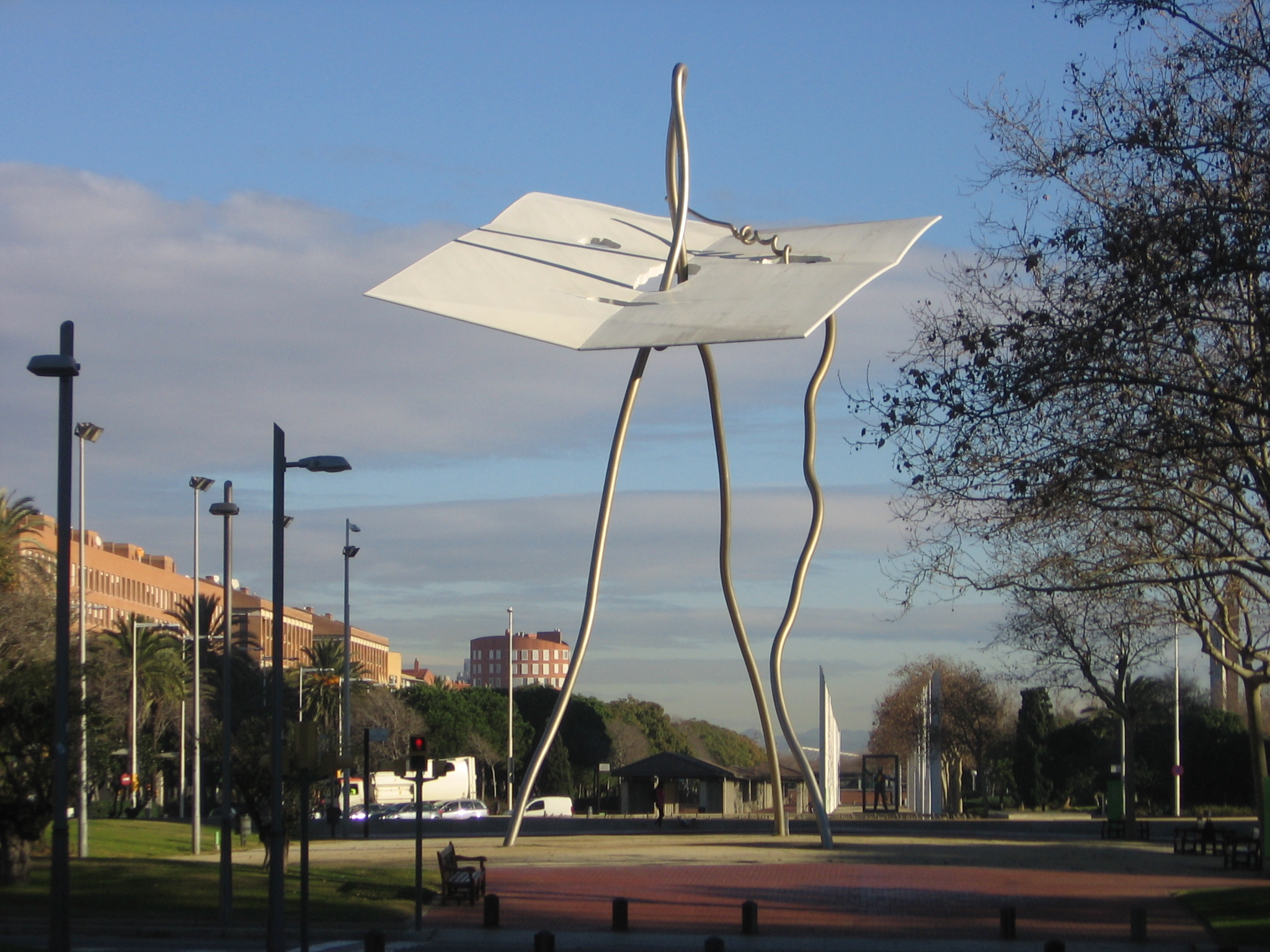
David y Goliat (1992), Parque de las Cascadas.

Se inició como fraile capuchino, hasta que en 1966, a raíz de la capuchinada en Sarrià, conoce a los pintores Antoni Tàpies y Albert Ràfols-Casamada, con quienes inició una sólida y larga amistad. Alexandre Cirici apostó públicamente por su trabajo.
Entró en contacto con el grupo de pintores integrado por Jordi Galí, Sílvia Gubern, Àngel Jové y Alberto Porta (Zush y Evru, posteriormente), con quienes compartió intereses artísticos, aunque con diferencias estéticas, y en 1969 realizó con ellos Primera muerte, el primer vídeo artístico del estado español.
Su primera exposición individual fue aquel mismo año en la Petite Galerie de Lérida, donde expuso, dibujadas sobre la pared de la sala, las sombras de sus esculturas de papel. Este fue también un año convulso en su trayectoria. Después de realizar una gran cantidad de obras –muchas de las cuales han desaparecido– decidió renunciar, por radicalidad poética, a la práctica artística. La volvería a ejercer diez años más tarde, en 1979, ya de manera ininterrumpida. 
Ha sido profesor de literatura artística en la Universidad de Gerona y ha dirigido talleres de arte para la School of Visual Arts de Nueva York y la escuela Eina de Barcelona.
Ha comisariado la exposición Tàpies vist per Llena. L'ansietat de les influències para la Fundación Antoni Tàpies (1991). El MACBA conserva diversas piezas suyas.

## Obra

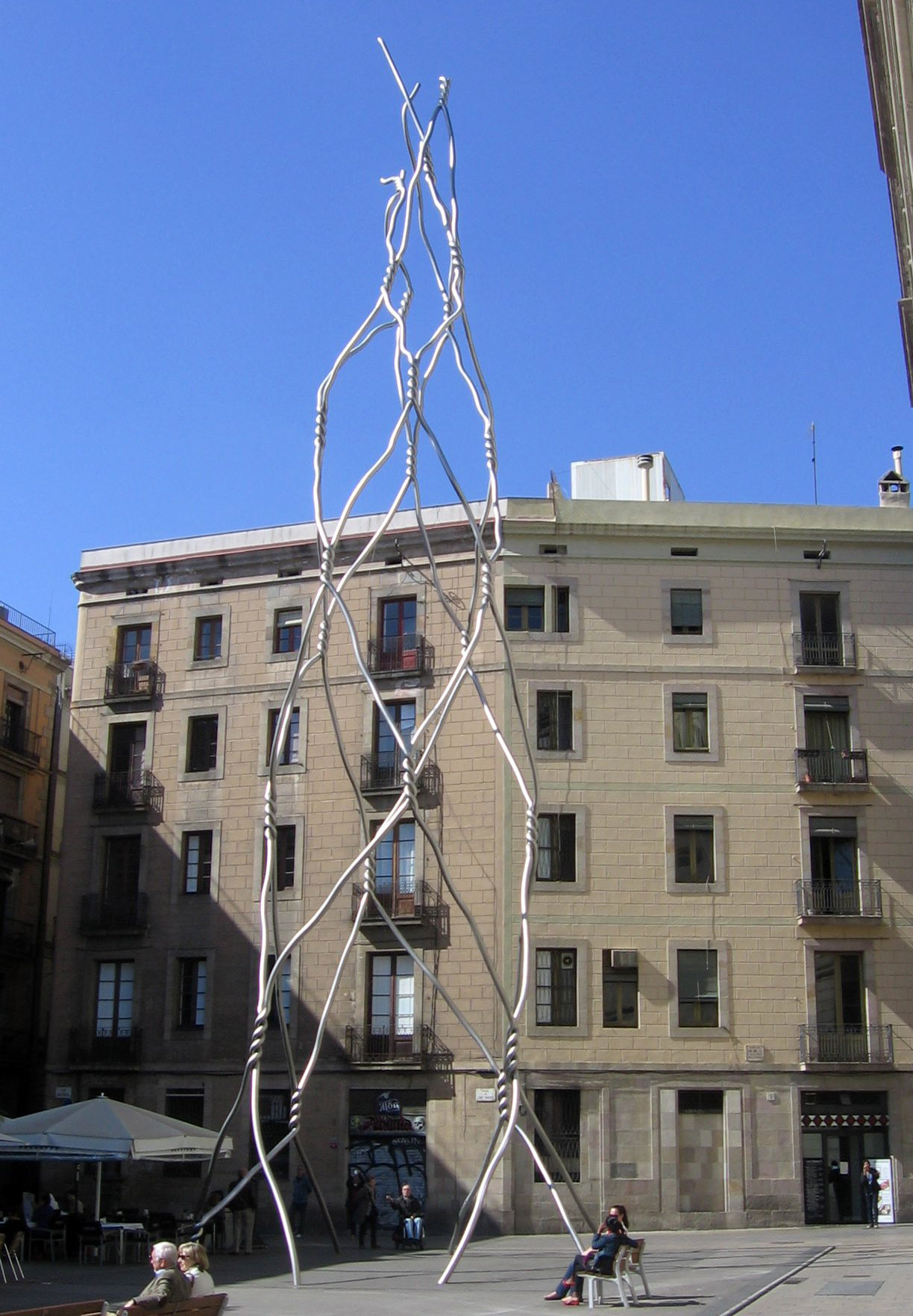
A los castellers (2012), Plaza de San Miguel.

La obra de Antoni Llena está muy relacionada con el arte povera. Se inició como pintor, pero enseguida evolucionó hacia un arte más conceptual. A mediados de los años 1960 comenzó a hacer servir materiales básicos o incluso de desecho. En los años 1970 hizo muchos trabajos con papel.

### Obras destacadas
- 1992- David y Goliat, en la plaza de los Voluntarios de la Villa Olímpica.
- 2002- Preferiría no hacerlo, edificio Novísimo del Ayuntamiento de Barcelona.
- 2004- Mundo, en la calle Villarroel con Buenos Aires, Barcelona.
- 2012- Homenaje a los castellers, plaza de Sant Miquel de Barcelona.

## Exposiciones relevantes
- 1969 - Petite Galerie, Lérida
- Galería Joan Prats (diversas)
- 1988 - Antoni Llena, Fundación Miró
- 2005- La pintura com a experiència- Retrospectiva en el Museo Patio Herreriano de Valladolid y en el Museo Jaume Morera de Lérida.[6]
- 2011-2014 Antoni Llena. SOS: senyals de fum des d'un subsòl, itinerante.[7]

## Publicaciones
- 2008 - Per l'ull de l'art[8]
- 1999 - La gana de l'artista
- 1991 - Tàpies vist per Llena. L'ansietat de les influències (catálogo)

## Premios y reconocimientos
- 1989 - Premio Ciutat de Barcelona d'Arts Plàstiques
- 1997 - Premio Espais a la Crítica d'Art.